# Albert de Voogd

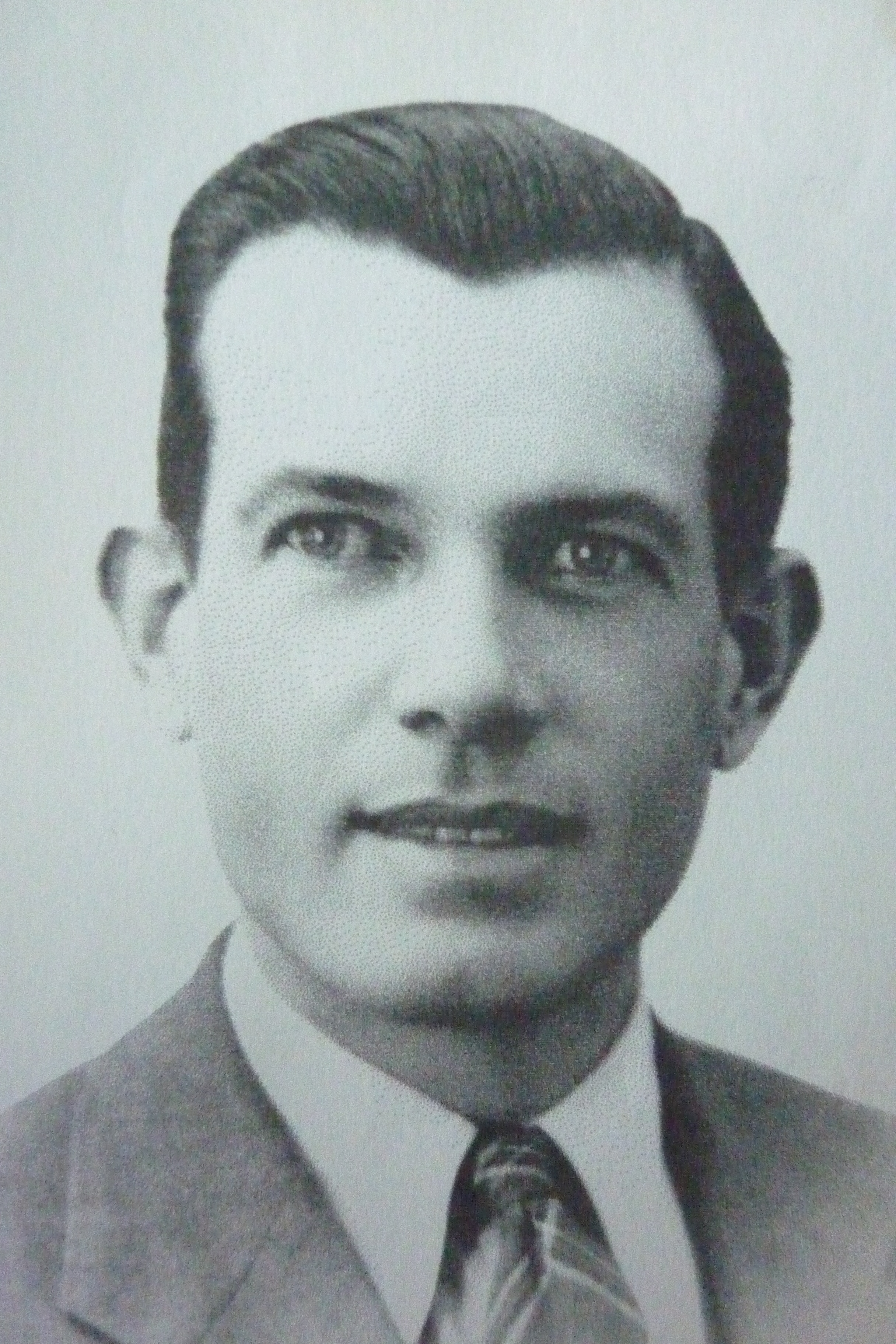
Albert de Voogd in 1941

Albertus (Bert) de Voogd (Haarlemmerliede, 17 oktober 1906 – Voorschoten, 17 maart 2007) was een Nederlands landbouwkundig ingenieur. Hij was waarnemend honorair consul in Sevilla voor en tijdens de Tweede Wereldoorlog en heeft daar veel Engelandvaarders geholpen.

## Nederlands Indië
De Voogd was de jongste van de drie zonen. Zijn vader was dierenarts. Toen hij twee jaar was verhuisden zijn ouders naar Semarang. Voor de middelbare school werden de jongens naar Nederland gestuurd. Hij kwam in huis bij een pleeggezin in Utrecht. Hij zat op de HBS De Munnick en haalde bij zijn eindexamen een 10 voor wiskunde. Hij voetbalde bij SV Kampong.

## Nederland
Hij ging tropische landbouw studeren aan de Landbouwhogeschool Wageningen en bleef daarna nog twee jaar werken op het lab bij professor Joost Hudig (1880-1967). Ondertussen zocht hij een baan in Nederlands-Indië. In Wageningen ontmoette hij Saapke (Sabien) Burgers, met wie hij op 19 januari 1934 in het huwelijk trad.

## Spanje
In 1934 vertrok De Voogd met zijn vrouw naar Spanje, waar hij ging werken op de eucalyptusplantage die zijn schoonvader had opgezet voor de productie van papier. Ze gingen wonen in Almonte, vlak bij de plantage. In 1935 werd hun eerste zoon geboren. In 1936 begon de Spaanse Burgeroorlog. Het huis van De Voogd en van zijn schoonouders werd meerdere malen door gewapende guerrilleros doorzocht maar verder werden ze met rust gelaten. Toen Franco de overwinning behaalde, voelde dat voor hen als een bevrijding. Toen de overheid aan de bevolking vroeg goud in te leveren voor de wederopbouw, leverde De Voogd zijn gouden zegelring in. In 1937 werd hij benoemd tot waarnemend honorair consul.

#### Tweede Wereldoorlog
In 1941 verhuisde het gezin naar Sevilla zodat de kinderen - er waren inmiddels nog twee zoons geboren - daar naar school konden gaan. Hij bleef administrateur van de plantage. Ze woonden in Villa Bella aan de Avenida de Manuel Siurot en de kinderen gingen naar de Franse school.
Tijdens de Tweede Wereldoorlog hielp De Voogd Engelandvaarders aan goede contacten zodat zij hun reis naar het Verenigd Koninkrijk konden vervolgen. Soms gaf hij hen tijdelijk onderdak, zoals aan Louis d’Aulnis, Willem Bartelings, Rudy Blatt, Cees Droogleever Fortuyn en Hans Knoop.

## Na de oorlog
Na de oorlog was er niets meer van de plantage over; al het hout was voor houtskool en als brandstof gebruikt. Er werd alleen nog wat etherische olie geproduceerd. In 1945 verhuisde het gezin naar Engeland waar hij voor Unilever ging werken. In 1946 verhuisde hij naar Frankrijk, eveneens voor Unilever. Eerst woonden ze in Parijs, maar in 1948 verhuisden ze naar Vaucresson. Hier werd in 1949 hun dochter Sabien geboren. In 1950 werd De Voogd overgeplaatst naar een oliefabriek in Sainte-Croix in Zuid-Frankrijk. De oudste zonen werden naar Nederland gestuurd en deden eindexamen aan het Huygens Lyceum in Voorburg. Vanaf 1952 woonde De Voogd weer in Nederland. In 1954 verliet hij Unilever om directeur van een melkfabriek te worden. Ze verhuisden naar Breukelen. Na zijn pensionering gingen ze weer in Spanje wonen. De laatste jaren bracht het echtpaar weer in Nederland door. De Voogd overleed op 100-jarige leeftijd.